# کوچیس (رپر)
ترل آنتونی کاکس (به انگلیسی: Terrell Anthony Cox؛ زادهٔ ۲۹ مهٔ ۱۹۹۸) که به‌طور حرفه‌ای با نام کوچیکس (به انگلیسی: Cochise) (پیش‌تر یانگ کوچیس) شناخته می‌شود، رپر، خواننده و تهیه‌کنندهٔ موسیقی آمریکایی می‌باشد. وی در سال ۲۰۲۰ با تک‌آهنگ «هاچ‌بک» (۲۰۱۹) که در تیک‌تاک وایرال شد، مورد توجه رسانه‌ها قرار گرفت.